# Ḩoseyvand
Ḩoseyvand (persiska: Ḩoseynvand, حسين وند, حسیوند) är en ort i Iran.   Den ligger i provinsen Lorestan, i den västra delen av landet, 400 km sydväst om huvudstaden Teheran. Ḩoseyvand ligger 1 142 meter över havet och antalet invånare är 462.
Terrängen runt Ḩoseyvand är varierad.Runt Ḩoseyvand är det ganska tätbefolkat, med 72 invånare per kvadratkilometer. Närmaste större samhälle är Vasīān, 8,3 km söder om Ḩoseyvand. Omgivningarna runt Ḩoseyvand är i huvudsak ett öppet busklandskap.